# Tincova, Caraș-Severin
Tincova este un sat în comuna Sacu din județul Caraș-Severin, Banat, România.

## Legături externe

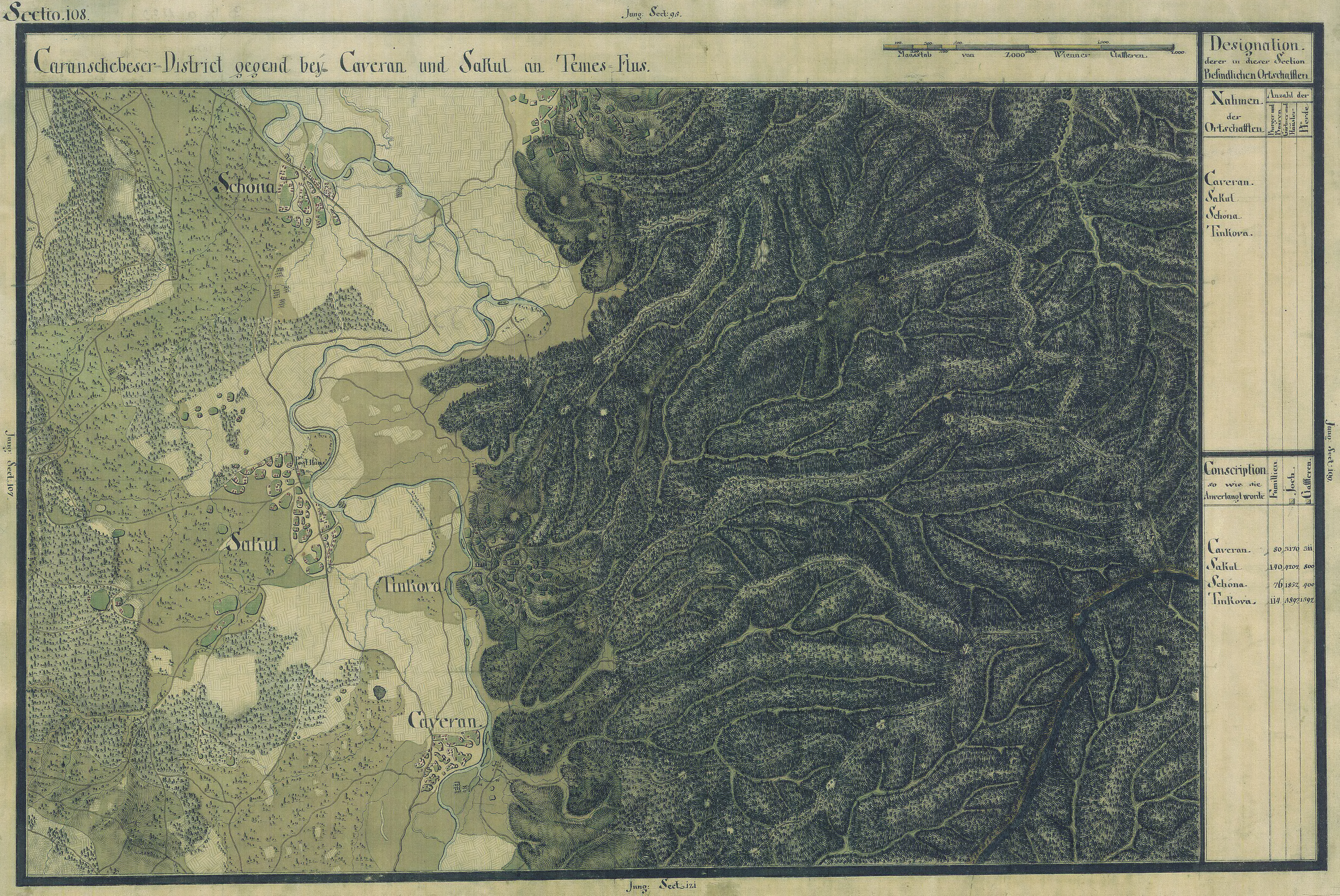
Tincova în Harta Iosefină a Banatului, 1769-72